# Meinhard Neumann
Meinhard Neumann (Alemania, 1968) es un actor de cine alemán. Es conocido por protagonizar la película Western (2017) dirigida por Valeska Grisebach donde recibió aclamación por parte de la crítica. Por dicho rol recibió varias nominaciones, de las cuales destaca la conseguida en la 16° edición de los Premios de la Sociedad Internacional de Cinéfilos a Mejor actor.

## Filmografía

### Largometrajes
- Western (2017)
- Les magnétiques (2021)

### Cortometrajes
- Der Ruf (2020)

## Premios y nominaciones
| Premio/Festival de Cine                           | Fecha del evento     | Categoría   | Nominado         | Resultado | Ref.  |
| ------------------------------------------------- | -------------------- | ----------- | ---------------- | --------- | ----- |
| Premios de la Sociedad Internacional de Cinéfilos | 3 de febrero de 2019 | Mejor actor | Meinhard Neumann | Nominado  | [ 2 ] |